# Hoff
Hoff — российская сеть по продаже мебели и товаров для дома, а также маркетплейс для поставщиков мебельных товаров. Принадлежит компании ООО «Домашний интерьер». Название Hoff расшифровывается как Home of furnishing или «Дом для создания интерьера».
Основатели Михаил Кучмент и Александр Зайонц.

## История создания
В 2008 году бывшие акционеры «М.Видео» Александр Зайонц и Михаил Кучмент основали компанию «Домашний интерьер». Компания первоначально работала по франшизе австрийского ритейлера Kika.
В 2009 году открылся первый магазин по франшизе Kika.
В 2011 году компания «Домашний интерьер», состоявшая на тот момент из пяти магазинов мебели, представила бренд Hoff. Бренд Kika не имел однозначного позиционирования и ассортимента, подходящего под запрос россиян.
В 2021 году CEO компании стал Максим Гришаков, экс-глава «Яндекс.Маркета».
Сеть развивает четыре формата магазинов. 39 филиалов Hoff — это гипермаркеты, три магазина формата Mini, девять — формата Home и один — омниканальный, формата Smart.
По состоянию на 2022 год в Hoff работают более 6,5 тыс. сотрудников, а посещаемость сайта и приложения составляет более 120 млн в год.

## Деятельность и финансовые показатели компании

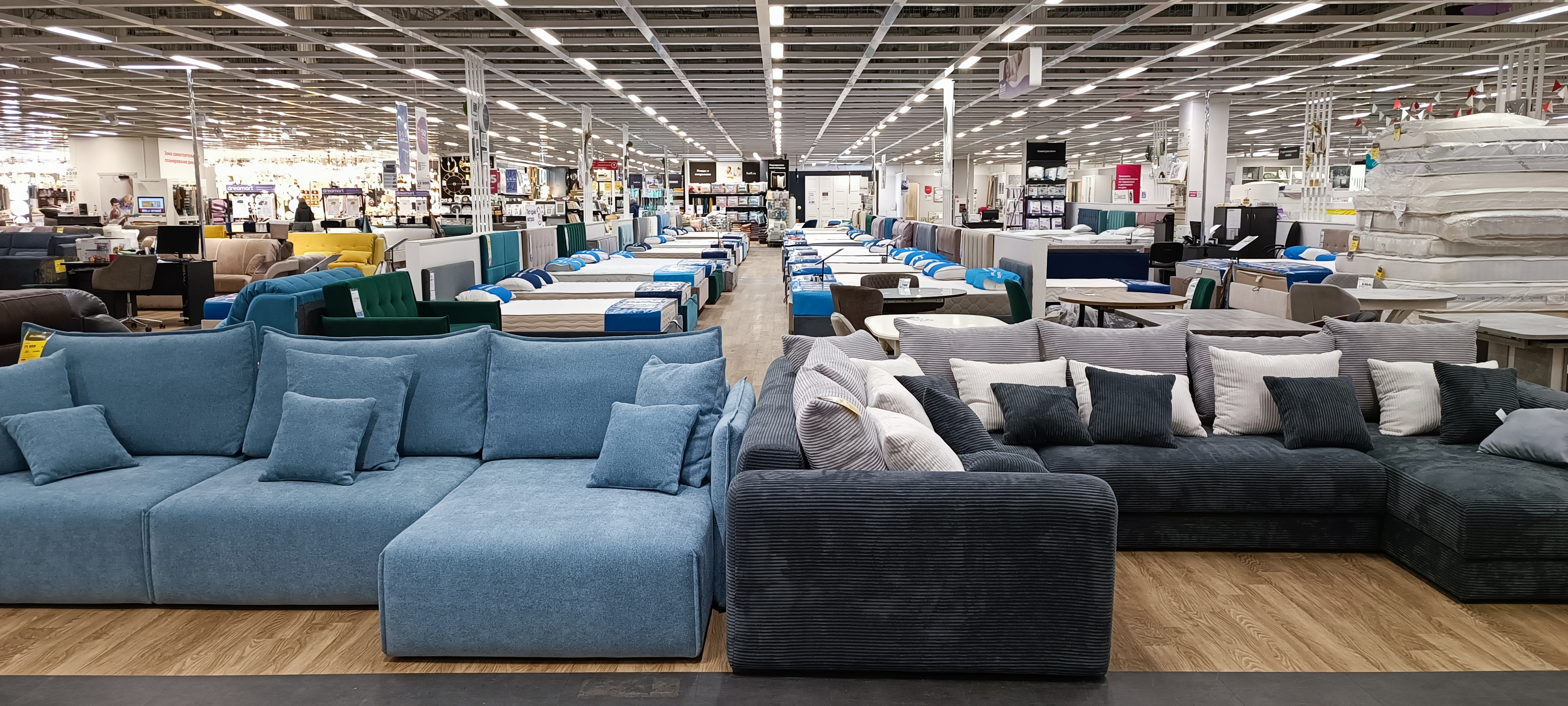
Торговый зал Hoff в г. Тюмени, 2024 год.

Во время кризиса 2014 года Hoff снизил долю импорта мебели с 40 до 10 %.
В 2017 году объем продаж в Hoff вырос на 43,4 %, доля онлайн-покупок составила 14 %. Количество посетителей за год — более 12 млн человек.
В 2018 году продажи сети выросли на 35,8 %, доля покупок в Интернете — 15,4 % от общих продаж.
На ноябрь 2019 Hoff насчитывал 50 магазинов на территории России, из них 33 гипермаркета. Онлайн-продажи составили 20 % от всех продаж.
Во время пандемии COVID-19 весной 2020 года онлайн-продажи Hoff выросли в 3 раза.
Осенью 2021 года Hoff открыл первый фиджитал-магазин в Московской области. Магазин стал одним из каналов онлайн-продаж: покупателям посредством специальных цифровых панелей или планшетов продавцов доступен весь товарный ассортимент.
По итогам 2021 года 35 % продаж Hoff приходилось на онлайн. Ритейлер занимает 5 % всего российского рынка мебели.
В апреле 2022 гипермаркет отчитался о мартовском ажиотажном спросе на рынке мебели. Несколько недель выручка год к году показывала двухкратное увеличение. По словам гендиректора Hoff Максима Гришакова, это было связано с уходом из России IKEA, а также негативными ожиданиями потребителей по росту цен и дефициту на рынке.
В 2022 году Hoff сотрудничал с 400 компаниями, 85 % из которых — российские. Приостановка сотрудничества с зарубежными партнерами не сказалась на ассортименте магазина.
К 2024 году Hoff планирует увеличить долю онлайн-продаж до 50 %.
В августе 2024 года открылся открылся гипермаркет Hoff в Красноярске, самый восточный в стране.
По состоянию на сентябрь 2024 года Hoff присутствует в 29 городах  в России.
За 2024 год было открыто 3 новых магазина, всего на конец года в сеть входило 63 магазина общей площадью более 412 тыс. кв. м..

### Рейтинги
- В 2024 году компания заняла первое место в рейтинге омниканальности крупнейших розничных ритейлеров по данным компаний AWG и Data Insight, поднявшись на 38 пунктов за год[19].